# Vanessa Paradis au Zénith
Albums de Vanessa Paradis
Bliss
(2000) Divinidylle
(2007)
Vanessa Paradis au Zénith est le titre du 2e album live de Vanessa Paradis après Vanessa Paradis Live en 1994 et avant Divinidylle Tour en 2008.
Le CD est un témoignage de la tournée Bliss Tour qui a eu lieu en France entre mars et août 2001 et qui faisait suite à la sortie de l'album Bliss.

## LeBliss Tour

### La tournée
Le Bliss tour est la 2e tournée de Vanessa Paradis après le Natural High Tour en 1993.
Elle a débuté le 6 mars 2001 au Canet et s'est achevée le 4 août aux FrancoFolies de Montréal. Vanessa aura fait 37 concerts dans 29 villes.
Certaines premières parties de ce spectacle furent assurées par le chanteur Raphael.

### Dates
- 6 mars - Le Canet (Salle Palestre)
- 7 mars - Clermont-Ferrand (Coopérative de mai)
- 8 mars - Avignon (Théâtre de la ville)
- 11 mars - Nantes (Cité des Congrès)
- 15 mars - Rueil Malmaison (Théâtre André Malraux)
- 16 mars - Valenciennes (le Phenix)
- 17 mars - Bruxelles (Ancienne Belgique)
- 20 au 25 mars - Paris (Olympia)
- 29 mars - Montpellier (Zénith)
- 30 mars - Besançon (Micropolis)
- 31 mars - Grenoble (Summum)
- 4 avril - Strasbourg (Palais des Congrès)
- 5 avril - Genève (Pavillon des Sports)
- 6 avril - Francofolies de Haute-Nendaz (Suisse)
- 10 mai - Lyon (Halle Tony Garnier)
- 11 mai - Marseille (le Dôme)
- 12 mai - Toulouse (Zénith)
- 16 mai - Nancy (Zénith)
- 18 mai - Rennes (salle Liberté)
- 19 mai - Tours (Palais des Congrès)
- 23 mai - Saint-Etienne (Palais des Spectacles)
- 26 mai - Bordeaux (Espace Medoquine)
- 27 mai - La Roche sur Yon
- 28 mai - Lille (Zénith)
- 29 mai - Rouen (Zénith)
- 30 mai - Paris (Zénith)
- 1er juin - Bruxelles (Forest National)
- 18 juillet - Festival de Istres
- 20 juillet - Francofolies de Spa
- 22 juillet - Festival des Vieilles Charrues
- 27 juillet - Paleo Festival de Nyon
- 30 juillet - Monaco (salle des Etoiles)
- 4 août - FrancoFolies de Montréal

## Sortie des CD et DVD
Si le CD et la K7 sortent le 6 novembre 2001, le DVD et la VHS sortent eux le 4 décembre.
Le DVD aura une édition japonaise en 2003 et une édition russe en 2006. Ces pays n'ont pas édité le CD.

## Chansons

### CD
1. Intro 1:00
2. L'eau et le vin 6:36
3. Sunday Mondays 4:54
4. Dans mon café 4:13
5. Walk on the Wild Side 4:36
6. Dis-lui toi que je t'aime 5:02
7. L'eau à la bouche 2:12
8. Joe le taxi 4:12
9. St Germain 4:06
10. Requiem pour un con 2:22
11. Que fait la vie ? 4:07
12. La la la Song 4:22
13. This Will Be Our Year 2:19
14. Pourtant 3:33
15. Tandem 4:10
16. Commando 4:37
17. Marilyn & John 5:45
18. Bliss 5:55
19. Les acrobates 4:20

La liste des titres est identique pour tous les pays.
Walk on the Wild Side est une reprise de Lou Reed déjà présente sur l'album studio Variations sur le même t'aime.
L'eau à la bouche et Requiem pour un con sont des reprises de Serge Gainsbourg.
This Will Be Our Year est une reprise du groupe The Zombies.

### DVD
1. Intro 0:58
2. L'eau et le vin 6:38
3. Sunday Mondays 6:58
4. Dans mon café 4:14
5. Walk on the Wild Side 4:36
6. Dis-lui toi que je t'aime 6:20
7. L'eau à la bouche 2:13
8. Joe le taxi 5:35
9. St Germain 5:17
10. Requiem pour un con 2:22
11. Que fait la vie ? 4:22
12. I'm Waiting for the Man 3:26*
13. Natural high 4:33*
14. La la la Song 5:47
15. Flagrant délire 1:00*
16. This Will Be Our Year 2:37
17. Pourtant 7:25
18. Tandem 4:11
19. Commando 6:20
20. Marilyn et John 6:23
21. Bliss 9:04
22. Les acrobates 4:46

Les titres suivis d'un '*' ne figurent que sur le DVD.
Quasiment toutes les durées varient par rapport à celles du CD.

## Singles
2 singles ont été extraits mais n'ont pas été commercialisés :
- L'eau à la bouche - septembre 2001, uniquement en France
- Walk on the Wild Side - novembre 2001 en Europe

## Crédits
La vidéo du concert a été réalisée par Renaud Le Van Kim.
Les enregistrements du CD et du DVD ont été intégralement faits le 30 mai 2001 au Zénith de Paris.

## Supports CD et DVD
Vanessa Paradis au Zénith est sorti en K7 et CD en France et en Europe.
C'est l'un des rares albums de Vanessa Paradis qui n'a pas été édité en 33 tours, ou au Japon.
Il a, par contre, bénéficié d'une édition en coffret limité à 4000 exemplaires. Il contient l'album en CD, la VHS du concert sous jaquette cartonnée unique à ce support, et 4 photos.
Pour la promotion, l'album a été envoyé aux médias avec une pochette sous étui carton, format CD single.
Le DVD est sorti sous boitier plastique en France et au Japon. En Russie et au Canada, il est conditionné sous boitier cristal. La VHS n'a été commercialisée qu'en France.

## Anecdotes
Lors de la dernière représentation de son récital à l'Olympia, le 25 mars 2001, Vanessa Paradis interprète une reprise inédite de Jacques Dutronc : Fais pas ci, fais pas ça. Pour l'occasion, son compagnon Johnny Depp la rejoint sur scène pour l'accompagner à la guitare à la grande surprise des spectateurs présents. 

Le 30 mai 2001, lors de son concert au Zénith de Paris, son ami Matthieu Chedid lui fait la surprise de l'accompagner à la guitare sur la chanson Pourtant.

Le 8 mars, en concert à Avignon, Vanessa interprète la chanson When I say a cappella. Seule prestation de ce titre sur cette tournée.

Le 27 juillet, en concert au Paléo Festival de Nyon, la chanteuse interprète Marilyn et John sous une averse de pluie démentielle.